# Grapefruit
Grapefruit — британская рок-группа, созданная в 1967 году.

## История
Была сформирована в 1967 году в результате встречи Джона Перри и Терри Дорана в студии Apple. Позднее к ним присоединился шотландский певец и бас-гитарист Александр Янг — старший брат основателей группы AC/DC Малькольма и Ангуса Янга.
Менеджером группы стал Терри Доран, друг Джона Леннона. Название группе дал сам Джон Леннон («Грейпфрут» — так называлась книга, написанная его женой Йоко Оно).
Группа просуществовали всего 2 года, начиная с конца 1967-го и по конец 1969 года. За это время выпустила два альбома и несколько синглов. Самый известный сингл, «Dear Delilah» (1968), достиг #21 в чарте Великобритании.
Распалась в конце 1969 года. После распада группы Александр вместе со своим братом Джорджем Янгом и его партнером Гарри Вандой участвовал в проекте «The Marcus Hook Roll Band» (1970).

## Участники
- Alexander Young[3] — бас-гитара, вокал
- Mick Fowler — клавишные, гитара
- John Perry — гитара, вокал
- Geoff Swettenham — ударные
- Pete Swettenham — гитара
- Bob Wale — гитара, вокал, гармоника

## Дискография

### Альбомы
- Around Grapefruit (1968)[4]
- Deep Water (1969)[5]
- Yesterday’s Sunshine (2016)

### Синглы
- «Round Going Round» / «The Little Man» (1968)
- «Dear Delilah» / «The Dead Boot» (1968)
- «Elevator» / «Yes» (1968)
- «C’Mon Marianne» / «Ain’t It Good» (1968)
- «Someday Soon» / «Theme For Twiggy» (1968)
- «Deep Water» / «Come Down to The Station» (1969)
- «Thunder & Lightning» / «Blues In Your Head» (1969)
- «Lady Godiva (Come Home)» / «Can’t Find Me» (1970)
- «Universal Party» / «Sha Sha» (1971)